# Lindoso
Lindoso ist eine Gemeinde (Freguesia) im nordportugiesischen Kreis Ponte da Barca.

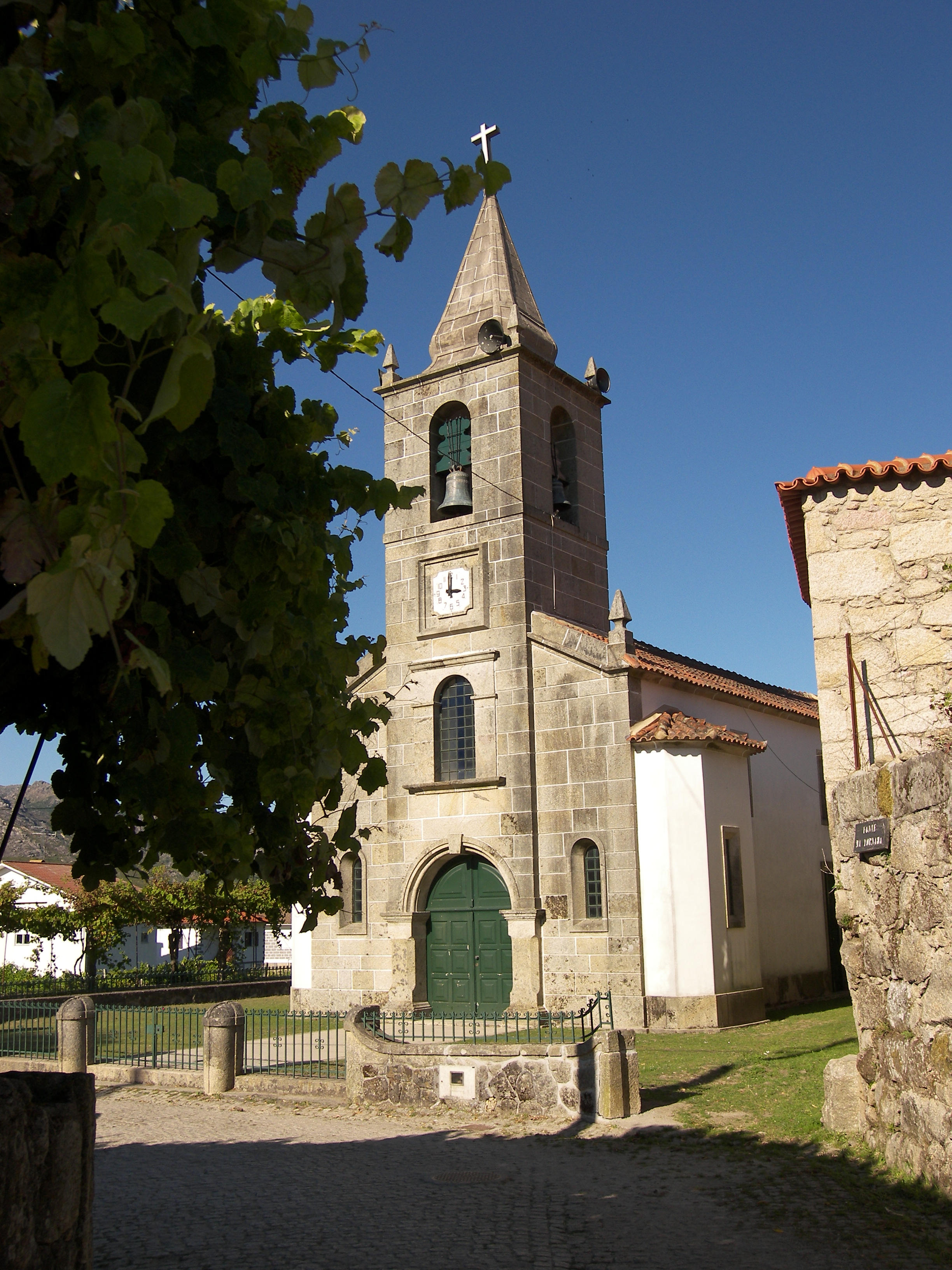
Kirche von Lindoso

 In ihr leben 373 Einwohner (Stand 19. April 2021).

## Kultur und Sehenswürdigkeiten
Entscheidend geprägt wird der Ort von seiner Burganlage, dem Castelo de Lindoso, von seiner Kirche und von den zahlreichen Hórreos am südwestlichen Burgabhang.

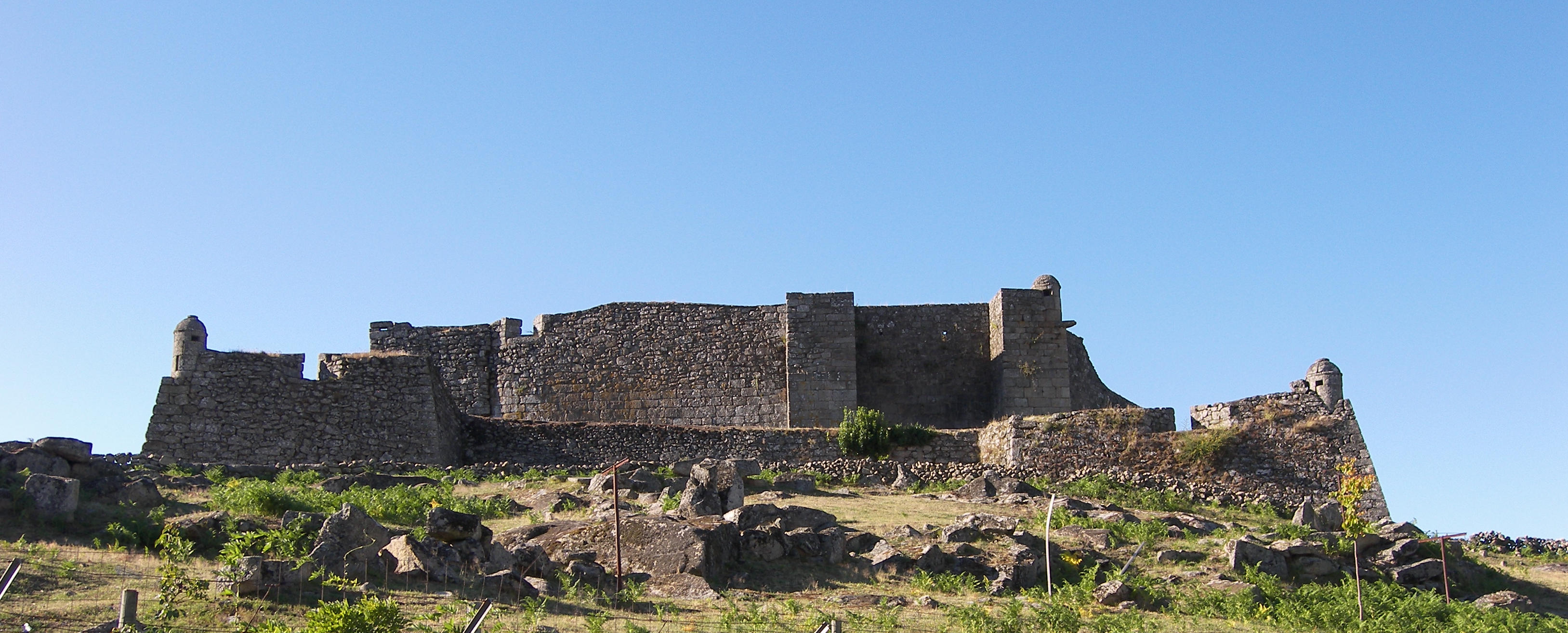
Castelo do Lindoso
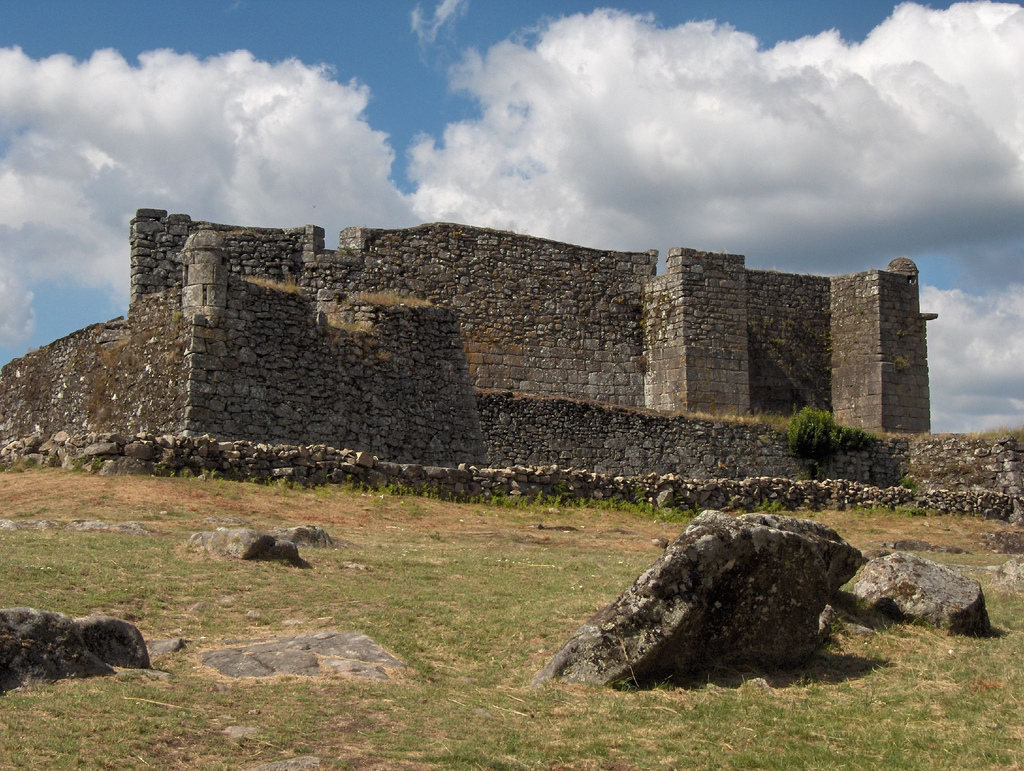
Castelo
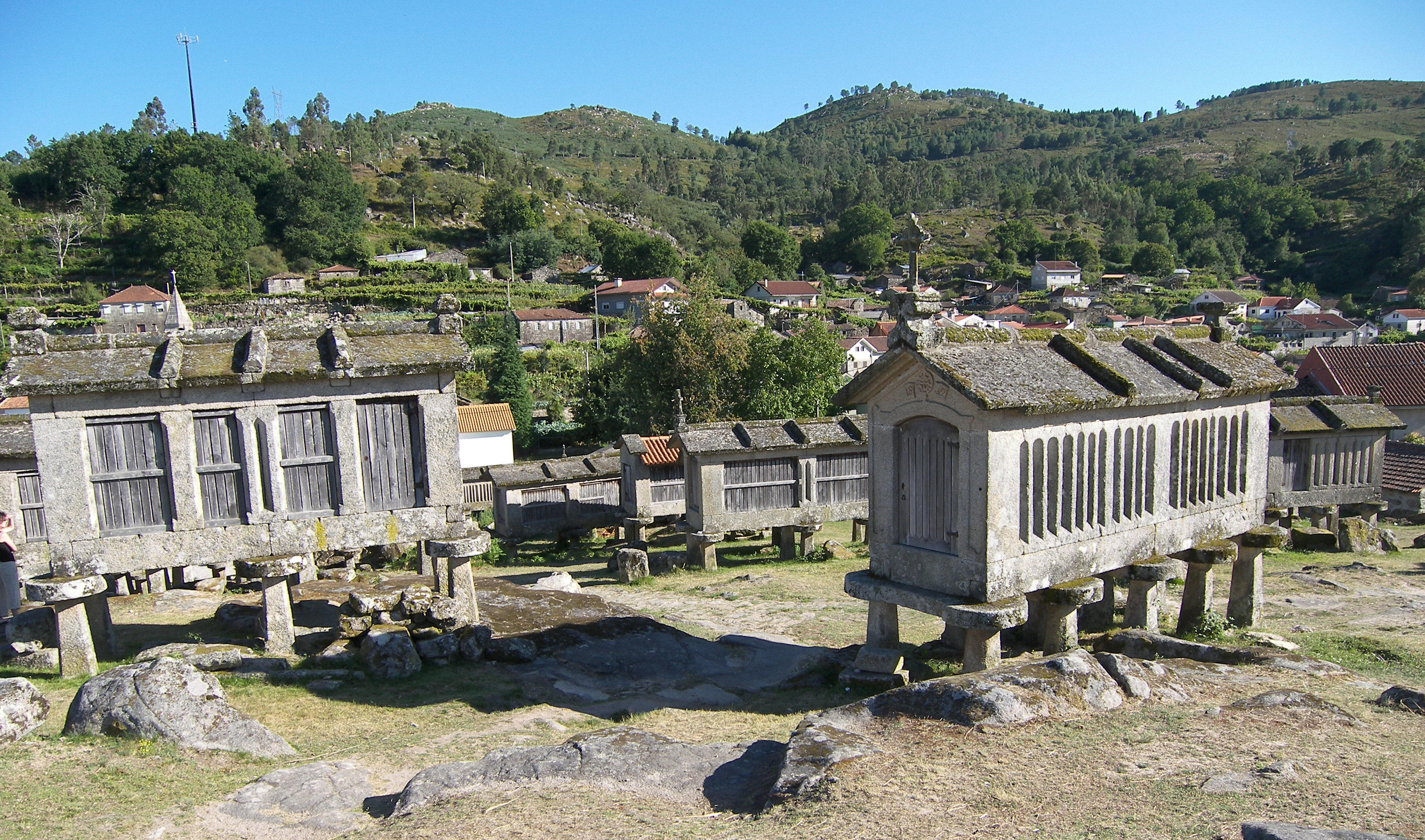
Getreidesilos